# Левадна вулиця (Київ, Корчувате)
Лева́дна ву́лиця — зникла вулиця, що існувала в Московському, нині Голосіївському районі міста Києва, місцевість Корчувате. Пролягала від вулиці Бетонярів до Новопирогівської вулиці. 

## Історія
Вулиця виникла в 1-й половині XX століття під назвою Лугова. Назву Левадна вулиця набула 1955 року.
Ліквідована в 1980-х роках у зв'язку з частковою зміною забудови в навколишній місцевості.